# Прогресо (Техас)
Прогресо (англ. Progreso) — місто (англ. city) в США, в окрузі Ідальго штату Техас. Населення — 4807 осіб (2020).

## Географія
Прогресо розташоване за координатами 26°5′46″ пн. ш. 97°57′24″ зх. д. / 26.09611° пн. ш. 97.95667° зх. д. (26.096147, -97.956589).  За даними Бюро перепису населення США в 2010 році місто мало площу 7,75 км², уся площа — суходіл.

## Демографія
Згідно з переписом 2010 року, у місті мешкало 5507 осіб у 1282 домогосподарствах у складі 1164 родин. Густота населення становила 710 осіб/км².  Було 1421 помешкання (183/км²). 
Расовий склад населення:
| - 84,0 % — білих - 0,6 % — корінних американців - 0,2 % — чорних або афроамериканців - 0,1 % — азіатів - 13,9 % — осіб інших рас |

До двох чи більше рас належало 1,3 %. Іспаномовні складали 98,4 % від усіх жителів.
За віковим діапазоном населення розподілялося таким чином: 36,5 % — особи молодші 18 років, 55,8 % — особи у віці 18—64 років, 7,7 % — особи у віці 65 років та старші. Медіана віку мешканця становила 25,3 року. На 100 осіб жіночої статі у місті припадало 96,3 чоловіків;  на 100 жінок у віці від 18 років та старших — 89,9 чоловіків також старших 18 років.
Середній дохід на одне домашнє господарство  становив 40 242 долари США (медіана — 29 088), а середній дохід на одну сім'ю — 41 272 долари (медіана — 29 706). Медіана доходів становила 30 335 доларів для чоловіків та 26 797 доларів для жінок. За межею бідності перебувало 50,0 % осіб, у тому числі 59,7 % дітей у віці до 18 років та 42,3 % осіб у віці 65 років та старших.
Цивільне працевлаштоване населення становило 2306 осіб. Основні галузі зайнятості: освіта, охорона здоров'я та соціальна допомога — 31,9 %, гуртова торгівля — 12,7 %, роздрібна торгівля — 12,0 %.